# Cryptocoryne undulata
Cryptocoryne undulata là một loài thực vật có hoa trong họ Ráy (Araceae). Loài này được Wendt mô tả khoa học đầu tiên năm 1954.